# Nokia N810
Nokia N810 — карманный компьютер (КПК) компании Nokia («интернет-планшет» по классификации Nokia), работающий под управлением операционной системы Maemo. Был объявлен 17 октября 2007 г. на саммите Web 2.0 в Сан-Франциско. Пользователь может пользоваться им как интернет-коммуникатором. Позиционируется как дополнение к телефону, но не его альтернатива, поэтому устройство не работает с сотовыми сетями, но может функционировать как IP-телефон через wi-fi-подключение.
КПК базируется на предыдущей модели N800, но не призван её заменить, так как разнится по доступным функциям. Основные отличия от предыдущей модели заключаются в наличии встроенных GPS-модуля и выдвижной клавиатуры. Большой размер экрана (10,4 см) позволяет отнести «интернет-планшеты» к классу мобильных интернет-устройств (MID).

## Описание
Устройство работает под управлением специального дистрибутива Maemo Linux версии 4.0, ориентированного на портативные устройства. С N810 поставляется браузер на основе Mozilla Gecko, программа для отображения географических карт и местоположения с помощью GPS, мультимедийный проигрыватель, клиент для протоколов Google Talk, SIP и Jabber. Новая версия системы, предназначенная для N810, также пригодна для установки на предыдущую модель Nokia N800.
Также существует специальная версия модели, поддерживающая протокол Wi-Max (802.16e).

## Отличия от N800
При всей внешней и функциональной схожести с N800 и её операционной системой есть ряд отличий:
| Функция                   | N800                                                    | N810                                                               |
| ------------------------- | ------------------------------------------------------- | ------------------------------------------------------------------ |
| Клавиатура                | Экранная клавиатура                                     | Экранная клавиатура + выдвигающаяся QWERTY-клавиатура с подсветкой |
| Вебкамера                 | Выдвигается и поворачивается                            | Фиксированное положение на фронтальной стороне                     |
| Датчик внешнего освещения | Нет                                                     | Есть (Texas Advanced Optoelectronic Solutions TSL2563)             |
| Приёмник GPS              | отсутствует; возможно подключение отдельного модуля GPS | Есть (TI GPS5300)                                                  |
| Слоты флеш-памяти         | 2 слота для полноразмерных карт SDHC                    | 2 Гб встроенной флеш-памяти + 1 слот для MiniSDHC                  |
| Дисплей                   |                                                         | Трансрефлективный, лучше читается при солнечном свете              |
| USB                       | Разъём miniUSB                                          | Разъём microUSB                                                    |
| FM-радио                  | Есть (чип TEA5761)                                      | Нет                                                                |